# Johann von Mengede
Johann von Mengede, auch Johann von Mengden, genannt Osthof (* um 1400; † 15. August 1469), war von 1442 bis 1450 Komtur von Reval und danach von 1450 bis 1469 Landmeister des Deutschen Ordens in Livland. Als Landmeister von Livland stand er im April 1450 zur Wahl, er verstarb im Sommer 1469.
Er ist der bekannteste Vertreter des gräflich-märkischen Adelsgeschlechts derer von Mengede.